# 4-3 Defense

4-3 „Over“ Defense

Die 4-3 Defense ist eine Personalauswahl der Defense im American Football und Canadian Football. Sie zeichnet sich durch den Einsatz von vier Defensive Linemen und drei Linebackern aus. Sie ist neben der 3-4 Defense einer der häufigsten Personalauswahlen.

## Taktisches

### Allgemeines
Bei der 4-3 Defense wird der Pass Rush ohne Blitz nur durch die vier Linemen aufgebaut. Dadurch hat die Defense mit sieben Spielern maximal fünf gegnerische Passempfänger zu decken. Gegen den Lauf sind vier Spieler an der Line effektiver, weswegen die 4-3 Defense in Zeiten der Lauflastigkeit als Goldstandard galt. Mit der steigenden Popularität des Passspiels wurde jedoch zunehmend die 3-4 Defense beliebter, da sie deutlich flexibler ist als die 4-3 Defense. Die Defensive Ends haben gegen den Lauf die Aufgabe Läufe nach außen zu verhindern. Der mittlere Linebacker, auch Mike genannt, hat die Aufgabe Läufe und kurze Pässe über die Mitte zu stoppen. Die äußeren Linebacker werden in Weakside, auch Will genannt, und Strongside Linebacker, auch Sam genannt, unterschieden. Der Weakside Linebacker spielt dabei auf einer Seite ohne Tight End, der Strongside Linebacker auf einer Seite mit Tight End. Beide Outside Linebacker sollen bei Läufen über außen die Runningbacks wieder nach innen treiben oder stoppen. Der Strongside Linebacker ist häufig dafür verantwortlich den Tight End zu decken, der Weakside Linebacker ist meist dafür verantwortlich einen Wide Receiver zu decken.

### Varianten
Die Varianten der 4-3 Defense beziehen sich hauptsächlich auf die Aufstellung der Defensive Tackle. In der klassischen 4-3 Defense werden beide Defensive Tackles den Offensive Guards gegenübergestellt (2-Technique). Diese Form wurde von Tom Landry während seiner Zeit bei den New York Giants in den 1950ern erfunden und war eine Weiterentwicklung seiner 6-1-4 „Umbrella Defense“. In der 4-3 „Over“ wird der Defensive Tackle der Strongside zwischen Offensive Guard und Offensive Tackle aufgestellt (3-Technique) und der Defensive Tackle der Weakside zwischen Center und Offensive Guard (1-Technique), womit er zum Nose Tackle wird. Bei der 4-3 „Under“ wird der Defensive Tackle der Weakside zwischen Offensive Guard und Offensive Tackle aufgestellt und der Nose Tackle auf der Strongside zwischen Offensive Guard und Center. „Under“ und „Over“ wurden in den 1960ern von Hank Stram bei den Kansas City Chiefs aus der American Football League entwickelt. Durch die Verschiebung der Defensive Tackles in der 4-3 „Over“ in Richtung Tight End wird die asymmetrische Stärkung der Offensive Line kompensiert und damit das Blocken für den Lauf erschwert, da die Defensive Tackles nun nicht mehr so einfach weggeschoben werden konnten. Da die 4-3 „Over“ vor allem auf Ausgeglichenheit bedacht ist, gilt sie als die weniger aggressive Variante. Die 4-3 „Under“ ist hingegen aggressiver, da sie ihre Stärke auf die schwächere Seite der Offensive Line verlagert und somit mehr Druck aufbaut. Um die damit einhergehende Schwächung auf der Strongside auszugleichen, wird meist ein Outside Linebacker an die Line of Scrimmage herangeholt, um der Defensive Line auszuhelfen.

## Personalauswahl

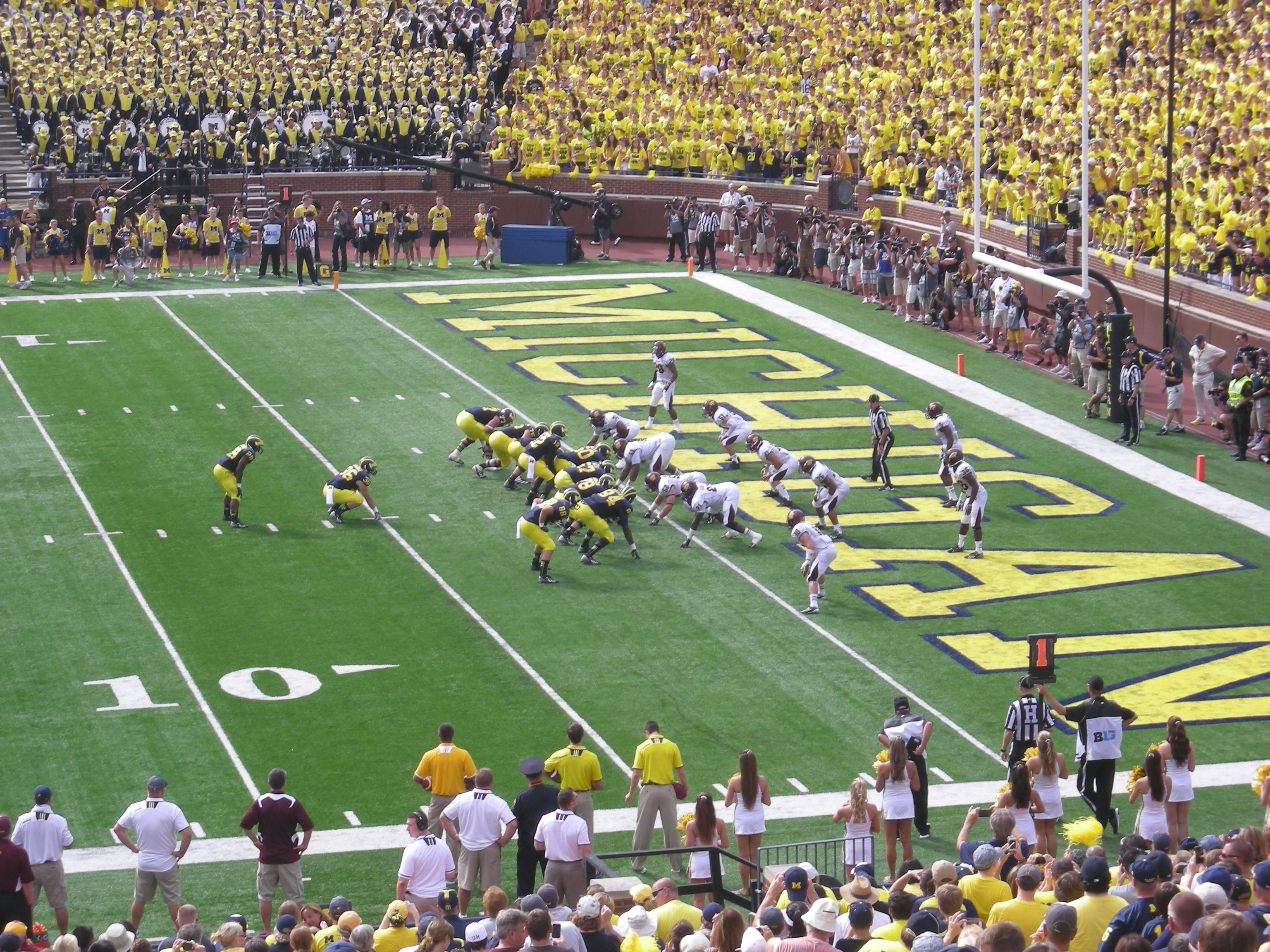
Die Defense der Central Michigan Chippewas (weiß) in einer 4-3 Defense in einem Spiel gegen die Michigan Wolverines (gelb-blau).

Für die 4-3 Defense sind die Defensive Ends (DE) von erheblicher Bedeutung. Deshalb muss ein Defensive End in der 4-3 Defense sowohl ein guter Pass Rusher sein, als auch gut gegen den Lauf verteidigen können. Sie sollten im Regelfall über 1,90 m groß sein und zwischen 118 und 127 kg wiegen. In der 4-3 „Under“ ist der Defensive End auf der Seite des Nose Tackles dabei meist stärker und größer als der Defensive End auf der Seite des Defensive Tackles. Defensive Tackles sollten agil und schnell sein, Eins-gegen-eins-Blocks gewinnen und den Gegner im eigenen Backfield stoppen können. Der Nose Tackle sollte dabei größer und kraftvoller als der Defensive Tackle sein, der dafür kleiner und athletischer sein sollte. Der Weakside Linebacker sollte möglichst agil und schnell sein sowie gut decken können. Middle Linebacker sollten stark, groß, körperlich und clever sein, Strongside Linebacker sollten vor allem gute Tackler sein.